# April, May en June
April, May en June is een Nederlandse dramafilm uit 2019, geregisseerd door Will Koopman.

## Verhaal
De drie halfzussen April, May en June zien elkaar weinig, want ze hebben het druk met hun eigen leven. Moeder Mies roept haar dochters bijeen voor een mededeling. Mies laat haar dochters weten dat ze niet lang meer te leven heeft en op haar verjaardag uit het leven wil stappen. Voor die tijd wil Mies duidelijkheid over wie er voor hun autistische broer Jan (vader onbekend) gaat zorgen. Al snel komen de drie zussen tot de conclusie dat ze ongeschikt zijn voor deze rol. Toch moeten ze een oplossing vinden, want veel tijd hebben ze niet. Tijdens de film gaan April, May en June op zoek naar de onbekende vader van Jan.

## Rolverdeling
| Acteur                   | Personage       |
| ------------------------ | --------------- |
| Linda de Mol             | April           |
| Elise Schaap             | May             |
| Tjitske Reidinga         | June            |
| Olga Zuiderhoek          | Mies            |
| Bas Hoeflaak             | Jan             |
| Patrick Duffy            | Patrick Duffy   |
| Peter Bolhuis            | Jos             |
| Gijs Scholten van Aschat | Daan / Daniëlle |
| Mark Rietman             | Matthias        |
| Ali Ben Horsting         | Mark            |
| Dragan Bakema            | Dokter Alex     |
| Vincent Croiset          | Rogier          |

## Prijzen en nominaties
| Jaar | Prijs        | Categorie         | Genomineerde(n)                       | Uitslag  |
| ---- | ------------ | ----------------- | ------------------------------------- | -------- |
| 2019 | Gouden Film  | 100.000 bezoekers | Will Koopman, John de Mol & Alex Doff | Gewonnen |
| 2020 | Platina Film | 400.000 bezoekers | Will Koopman, John de Mol & Alex Doff | Gewonnen |

## Trivia
- April, May en June zijn ook de Engelse namen van de nichtjes van Katrien Duck.
- De namen van April, May en June refereren naar de maand waarin zij geboren zijn. Ook de autistische Jan is vernoemd naar de maand waarin hij geboren is (Januari).